# Jorge Guerricaechevarría
Jorge Guerricaechevarría també conegut com a Guerrica (Avilés, Astúries, 10 de juliol de 1965) és un guionista espanyol. Ha estat guionista i coguionista de moltes de les pel·lícules d'Álex de la Iglesia i Daniel Monzón. També ha escrit per a Pedro Almodóvar a Carne trémula. És vitorià d'adopció.

## Filmografia
- Mirindas asesinas (c), 1991
- Acción mutante, 1993
- Canguros (TV). Episodi: Buscarse la vida, 1994
- El día de la bestia, 1995
- Carne trémula, 1997
- Perdita Durango, 1997
- Muertos de risa, 1999
- La comunidad, 2000
- Juego de luna, 2001
- Nos miran, 2002
- El robo más grande jamás contado, 2002
- 800 balas, 2002
- Platillos volantes, 2003
- Crimen ferpecto, 2004
- La caja Kovak, 2006
- La habitación del niño, 2006
- The Oxford Murders, 2008
- Plutón BRB Nero, (TV), 2008
- Psiquiatras, psicólogos y otros enfermos  (TV), 2009
- Celda 211, 2009
- Alakrana, 2011
- Fin, 2012
- Las brujas de Zugarramurdi, 2013
- El Niño, 2014
- El bar, 2017

## Premis i reconeixements
Premis Goya
| Any  | Categoria            | Pel·lícula          | Resultat  |
| ---- | -------------------- | ------------------- | --------- |
| 2016 | Millor guió original | Cien años de perdón | Nominat   |
| 2015 | Millor guió original | El Niño             | Nominat   |
| 2013 | Millor guió adaptat  | Fin                 | Nominat   |
| 2009 | Millor guió adaptat  | Celda 211           | Guanyador |
| 2008 | Millor guió adaptat  | The Oxford Murders  | Nominat   |
| 2000 | Millor guió original | La comunidad        | Nominat   |
| 1995 | Millor guió original | El día de la bestia | Nominat   |